# محرك متردد

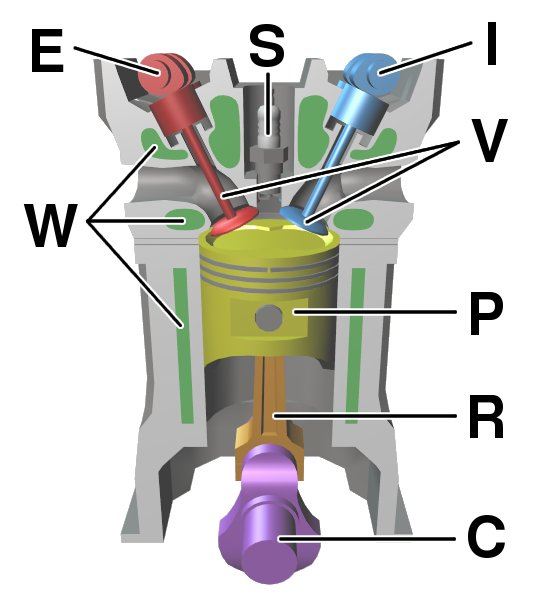
المكونات الأساسية لمحرك احتراق داخلي متردد ذو دورة تتكون من 4 أشواط:
E - عمود كامة خروج العادم
I - عمود كامة سحب غاز الوقود
S - شمعة اشتعال
V - صمامان
P - مكبس
R - ذراع توصيل
C
- عمود مرفقي
W - فجوات تبريد بالماء.

العمود المرفقي (أحمر)، والمكابس (رمادي) داخل الأسطوانات (أزرق)، مع الحدافة (أسود).

المحرك المتردد أو محرك المكبس هو محرك حراري يستخدم عدداً من المكابس الترددية لتحويل الضغط إلى حركة دورانية. تصف هذه المقالة السمات المشتركة لجميع أصنافه وهي: محرك الاحتراق الداخلي وتستخدم على نطاق واسع في السيارات، والمحرك البخاري الدعامة الأساسية للثورة الصناعية، ومحرك ستيرلينغ.

## السمات الأساسية لجميع الأنواع
يحتوي كل محرك على مكبس واحد أو أكثر ويكون كل مكبس داخل أسطوانة، حيث يدخل الغاز فيها - إما وهو ساخن وتحت ضغط (كالبخار في المحرك البخاري)، وإما عن طريق إشعال غاز الوقود والهواء في مكبس (كما في محرك الاحتراق الداخلي)، أو عن طريق الاتصال مع مبادل الحرارة الساخن في الاسطوانة (في محرك ستيرلينغ).
تتمدد الغازات الساخنة وتدفع المكبس إلى أسفل الأسطوانة، ثم يعود المكبس إلى أعلى الأسطوانة (النقطة الميتة العليا) إما بواسطة حدافة وإما بوساطة عمل مكابس أخرى متصلة معه في عمود مرفقي. تتحول الحركات الخطية للمكابس (إلى أعلى ثم أسفل) بسبب احتراق الغاز وتمدده في المكابس إلى حركة دورانية بواسط العمود المرفقي.
تنقسم الحركة الدورانية إلى أربعة أشواط في العادة:
1- سحب غاز الوقود وهواء
2- كبس غاز الوقود والهواء
3- اشتعال المخلوط وتمدد الغاز
4 - طرد العادم.
هذا في حالة محرك الاحتراق الداخلي المعهود الذي يعمل في السيارات.
- باستثناء محرك ستيرلينغ الذي يسخن ويبرد الغاز نفسه بشكل متكرر.

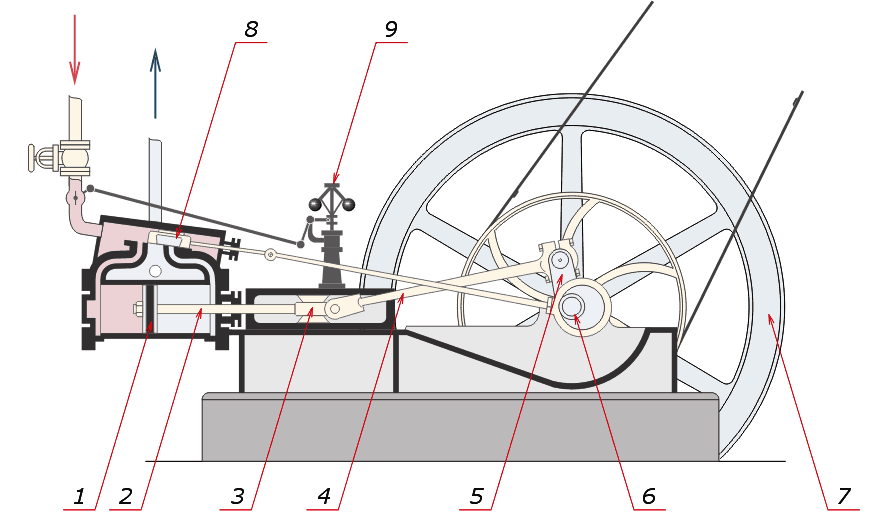
رسم توضيحي لمحرك مكبسي بخاري ذو اسطوانة بسيطة التمدد ذات حركة مزدوجة تحت ضغط عال، وتُنَقَّل الطاقة فيه بواسطة حزام.1-مكبس 2- عصا المكبس 3- مسند 4- عصي توصيل 5- ذراع الموتور 6- حركة صمام مركزية 7- دولاب الموازنة 8- صمام منزلق 9- متحكم مركزي (يحافظ على الطرد المركزي).

في جميع أنواع المحرك الترددي، تتحول حركة المكبس الخطية إلى حركة دورانية عبر ذراع توصيل وعمود مرفقي، أو باستخدام swashplate (صفيحة مترددة تتحرك دورانيا)، وتضمن سلاسةَ الدوران حدافةٌ. وكلما زاد عدد اسطوانات المحرك الترددي قلت نسبة الاهتزاز أثناء عمله مما يؤدي إلى دوران سلس منتظم وبالتالي فإن قوة المحرك الترددي تتناسب مع مجموع الحجم الناتج من ازاحة مكابسه.
بسبب ارتفاع ضغط الغاز المحترق داخل الاسطوانات (فوق سطح المكابس)، يحتمل حدوث تسرب مما يقلل من كفاءة المحرك، ولهذا يجب وضع حاجز بين المكابس المنزلقة وجدران الاسطوانات. هذا الحاجز عبارة عن حلقات حول المكابس، مصنوعة من المعدن الصلب ومثبتة بقوة في اخدود دائري في رأس المكبس. تناسب الحلقات المكبس وتضغط بشكل معاكس لجدران الاسطوانة وبذلك يتشكل السد.
تصنف المحركات الترددية عادة حسب عدد الاسطوانات واتجاهها وإجمالي حجم الغاز المزاح بتحرك المكبس (سعة المحرك وتقاس بالسنتيمتر المكعب أو اللتر). ففي محركات الاحتراق الداخلي مثلا التصاميم الأكثر شيوعا هي ذات مكبس واحد أو اثنين في العربات صغيرة الحجم مثل الدراجات النارية، في حين أن السيارات عادة ما يكون فيها بين أربعة وثمانية مكابس، اما القطارات والسفن فقد يكون لها عشرة اسطوانات أو أكثر. اما سعة هذه الاسطوانات فتتراوح بين 10 سم مكعب أو أقل في نماذج المحركات إلى عدة آلاف سنتيمترا مكعبا في محركات السفن.
و نسبة الضغط (Compression ratio) هي ما يستخدم عادة لقياس أداء محركات الاحتراق الداخلي ومحرك ستيرلينغ. وهي النسبة بين حجم الاسطوانة عندما يكون المكبس في الجزء السفلي الأقصى من الشوط، وحجمها عندما يصل المكبس لأعلى نقطة من الشوط.
الاسطوانات قد تكون متحاذية خطيا (يسمى وضعية V)
أفقيا ‏ لتعاكس بعضها البعض، أو قطريا حول العمود المرفقي. المحركات ذات المكابس المتعاكسة يكون فيها كل مكبسين متعاكسين يعملان على طرفي نقيض من الاسطوانة نفسها، وهذه الوضعية تتكرر في ترتيبات مثلثية كالموجودة في Napier Deltic.كما أن بعض التصاميم تكون فيها الاسطوانات مصممة لتدور حول المحور، راجع المحرك الدوراني Rotary engine

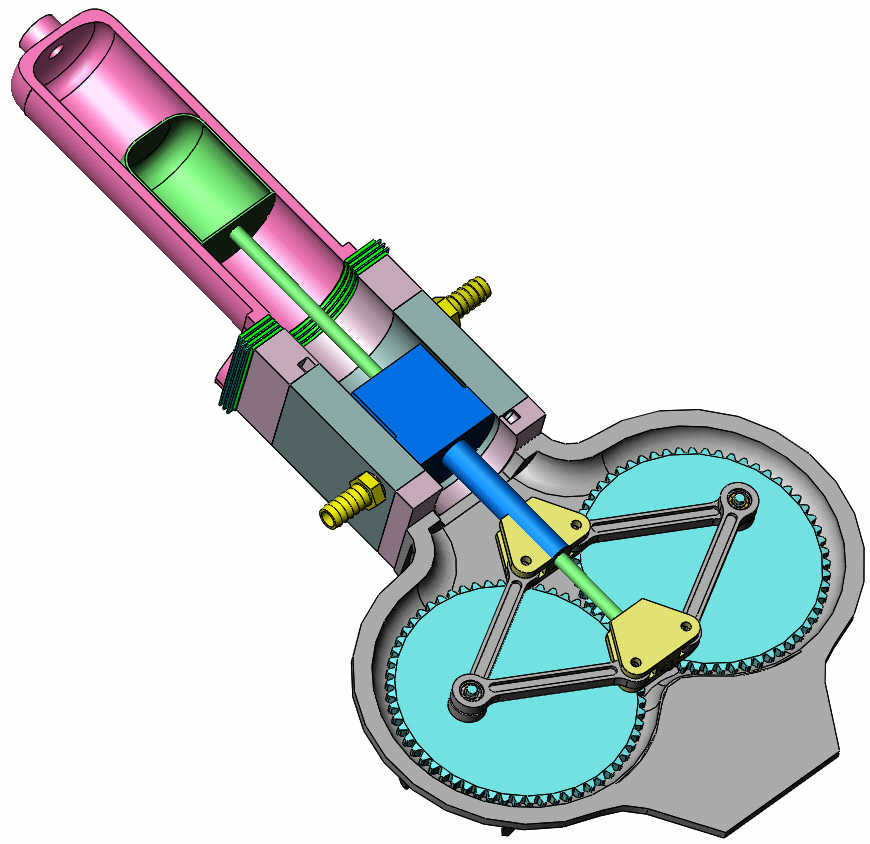
تصميم محرك سترلنغ المركب يوضح حركة المكبس الثاني (الأخضر) داخل الاسطوانة مما يؤدي لنقل الغاز بين النهايتين الحارة والباردة ولكن لا ينتج شغل ذاتي. اللون الزهري يدل على جدران الاسطوانة الحارة، السكني الغامق: الجدران الباردة، الأخضر : ذراع المكبس، الأزرق الغامق: مكبس الطاقة والأزرق الفاتح : عجل الموازنة

الصمامات في المحركات البخارية ومحركات الاحتراق الداخلي مطلوبة للسماح بدخول وخروج الغازات في الوقت الصحيح في دورة المكبس. هي تعمل من الحدب (الكام حدبة) أو ذراع المحرك مدفوعة بمحور المحرك. في التصاميم الأقدم استخدم الصمام المنزلق (D) ولكن سرعان ما حلت مكانه تصاميم صمام المكبس وصمام بوبيت إلى حد كبير.
محركات الاحتراق الداخلي تعمل من خلال سلسلة من الأشواط التي تضيف وتزيل الغازات من وإلى الاسطوانة. هذه العمليات تتكرر دوريا. والمحرك يسمى ذو شوطان أو أربعة أو ستة اشواط اعتمادا على عدد الاشواط التي تستغرقه لإكمال دورة.
في بعض المحركات البخارية الاسطوانات قد تكون متفاوتة في الحجم وفيها تعمل الاسطوانة الأقل حملا على ضغط بخار أعلى. وهذا ما يدخل عبر واحدة أو أكثر من الاسطوانات وعلى نحو متزايد لاستخراج الطاقة من البخار عند ضغوط قليلة متزايدة باستمرار. وتسمى هذه المحركات بالمحركات المركبة.

## لمحة تاريخية
من أوائل النماذج التي عرفت عن المحركات هي دوارة لحركة ترددية عثر عليها في عدد من الطواحين المسننة عند الرومان والتي يرجع تاريخها إلى القرن الثالث إلى السادس الميلادي وهي آلية مكونة من كرنك وقضيب ربط تحول الحركة الدوارة لناعورة المياه إلى حركة الخطية في الريش المسننة (saw blades)
ولكن المحرك المتردد بمبدئه الحالي اخترع في أوروبا خلال القرن 18th، أولاً كمحرك يعمل في ظروف الضغط الجوي محرك نيوكومن الجوي ثم لاحقا كمحرك بخاري. بعد ذلك محرك ستيرلينغ ومحرك الاحتراق الداخلي إخترعو في القرن 19th. اليوم الشكل الأكثر شيوعا من المحرك المتردد هو محرك الاحتراق الداخلي التي يعمل على حرق الغاز الطبيعي المسال أوالبنزين، أو الديزل ويستخدم لتشغيل موتورات المركبات.
واحد من أكثر المحركات المترددة تقدما والذي يتكون من 28 أسطوانة وذو 3,500 حصان (2610 كيلووات) هو صناعة برات آند ويتني ار 4360 "Wasp Major" وهو محرك مركزي يشغل الجيل الأخير من محركات الطائرات ذات البستونات الكبيرة التي وجدت قبل المحركات النفاثة والتوربيني في الفترة من 1944 فصاعدا. وقد كانت لديه أكبر قدرة إنتاجية لمحرك في الوقت الحاضر.
ولكن ليس الأكبر على الإطلاق، الأكبر هو Wärtsilä-Sulzer RTA96-C محرك الديزل توربوشارد ذو الشوطين الذي بنته شركة اليابان ديزل المتحدة المحدودة لعام 2006، وهي تستخدم لتشغيل أكبر سفن الحاويات الحديثة مثل Emma Mærsk. والتي يبلغ ارتفاعها خمسة طوابق، ولديها في أكبر إصدار منها 14 اسطوانة تنتج أكثر من 84.42MW)114,800 حصانا).

## أنواع أخرى حديثة من المحرك المتردد غير محركات الاحتراق الداخلي
المحركات المترددة التي تعمل بواسطة الهواء المضغوط، والبخار أو غيرها من الغازات الساخنة لا تزال تستخدم في بعض التطبيقات مثلا لدفع العديد من الطوربيدات الحديثة. أو كقوة دافعة خالية من التلوث.
أما السيارة الهوائية (Aircar) أسبانية التصميم فتستخدم الهواء المضغوط المخزن في اسطوانة لتحريك الأقراص الترددية لتمثل نموذجا للسيارة الخالية من التلوث في المناطق الحضرية.
في الطوربيدات الغاز، كالذي ينتج في اختبار بيروكسيد أو وقود أوتو الثاني ‏، هو مضغوط من دون الحاجة للاحتراق وبالتالي للأكسجين. وهو بذلك يسمح بالدفع تحت الماء لفترات طويلة من الزمن وعبر مسافات كبيرة. انظر على سبيل المثال مارك 46 الطوربيدات.
في معظم تطبيقات الطاقة البخارية اليوم، فإن محرك المكبس قد حل محلها وبشكل أكثر كفاءة التوربينات البخارية.